# Lestinogomphus
Lestinogomphus là một chi chuồn chuồn ngô thuộc họ Gomphidae.

## Phân loại
Chi này gồm các loài:
- Lestinogomphus angustus Martin, 1911 – common fairytail, spined fairytail[2]
- Lestinogomphus bivittatus (Pinhey, 1961)
- Lestinogomphus congoensis Cammaerts, 1969
- Lestinogomphus matilei Legrand & Lachaise, 2001
- Lestinogomphus minutus Gambles, 1968
- Lestinogomphus silkeae Kipping, 2010[3]

List sources: